# マア・ノヌー
マア・ノヌー（Ma'a Allan Nonu 1982年5月21日 - ）は、フランス選手権トップ14のRCトゥーロンに所属している、ニュージーランド出身のラグビーユニオン選手。

## 経歴
ロンゴタイ・カレッジ卒業、カレッジ在学時の1999年、2000年にセカンダリースクール(日本の教育システムでいう中高一貫)代表に選出される。2001年、ウェリントン州代表の19歳以下チームに選出される。
2002年、ニュージーランド州代表選手権(現ITM CUP)ウェリントン州代表に入り、ホークス・ベイ戦でデビュー。
2003年、スーパー12(現スーパーラグビー)のハリケーンズに入り、クルセイダーズ戦でデビュー。同年、オールブラックスに初選出、6月14日、イングランド戦で代表デビューした。
ワールドカップ2003オーストラリア大会のニュージーランド代表に選出、予選プール3試合に出場する。
2004年、7人制ニュージーランド代表として2試合に出場した。
2005年、ウェリントン州代表のキャプテン就任。スーパー12では7トライ、ブランビーズ戦ではハットトリックを達成、州代表選手権でも7トライ、ノースランド戦でハットトリック。オールブラックスのコーチであるグラハム・ヘンリーは「ヤング・タナ」と賞賛した。タナとは、同年の国際試合すべてに勝利したオールブラックスのキャプテンだったタナ・ウマガのことである。
2006年、ノヌーはラグビーリーグ転向を示唆。2007年のワールドカップフランス大会にノヌーは代表に招集されなかったが、ジュニアオールブラックスに選出、リーグ転向は回避された。
2011年、ニュージーランド代表としてワールドカップ2011に出場し、優勝に貢献した。
2011年、ブルースと2年契約。同年、リコーブラックラムズへの入団が発表された。2012年、リコーブラックラムズを退団。
2015年、イングランドで開催されたワールドカップ2015において代表に選出され、ニュージーランドの連覇に貢献した。ワールドカップ後はフランス1部リーグトップ14のRCトゥーロンに移籍した。
2019年、ブルースに復帰。翌2020年、メジャーリーグラグビーサンディエゴ・リージョンに移籍。同年、RCトゥーロンに復帰。2021年、サンディエゴ・リージョンに復帰。
2025年、フランス選手権トップ14のRCトゥーロンに復帰した。
2025年3月29日、フランス選手権トップ14の2024-25シーズン第20節・カストル・オランピック戦に後半19分から途中出場し、トップ14リーグの最年長出場記録を更新した。この日ノヌーは42歳10か月8日で、2020年1月にカレーナ・ウィホンギが持つ最年長記録40歳98日を大きく超えた。

## リンク
- Ultimate Ma'a Nonu
- Ma'a Nonu Rugby Union
- All Blacks ID=1033